# هيروميتشي كاتانو
هيروميتشي كاتانو (باليابانية: 片野 寛理) (6 أبريل 1982 في فوناباشي في اليابان – )؛ هو لاعب كرة قدم ياباني سابق كان يلعب كمدافع.

## وصلات خارجية
- هيروميتشي كاتانو على موقع رابطة كرة القدم اليابانية للمحترفين (اليابانية)
- هيروميتشي كاتانو على موقع قاعدة بيانات كرة القدم.إي يو (الإنجليزية)
- هيروميتشي كاتانو على موقع Soccerway.com (الإنجليزية)
- هيروميتشي كاتانو على موقع كووورة